# Гегам Айказуни
Гегам Айказуни (арм. Գեղամ Հայկազունի) — 5-й легендарный царь Армении, правивший в 1909—1859 гг. до н. э. из династии Хайкидов. Во время его правления государство внутри стало непрочным.